# Александровское сельское поселение (Верхнехавский район)
Алекса́ндровское се́льское поселе́ние — муниципальное образование в Верхнехавском районе Воронежской области.
Административный центр — село Александровка.

## История
Александровский сельсовет образован 12 ноября 1965 года. Законом Воронежской области № 85—ОЗ от 7 июля 2006 года Александровский сельсовет наделен статусом сельского поселения.

## Население
| 2000 | 2005 | 2010 | 2012 | 2013 | 2014 | 2015 | 2016 | 2017 |
| ---- | ---- | ---- | ---- | ---- | ---- | ---- | ---- | ---- |
| 539  | ↘527 | ↘365 | ↘340 | ↘336 | ↘321 | ↘317 | ↘289 | ↘273 |
| 2018 | 2019 | 2020 | 2021 |      |      |      |      |      |
| ↘265 | ↘246 | ↘227 | ↗260 |      |      |      |      |      |

## Административное деление
В состав поселения входят:
- село Александровка,
- посёлок Марьевка,
- посёлок Митрофановка,
- посёлок Приобретёнка,
- посёлок Степановка.